# 法木秀雄
法木 秀雄（ほうぎ ひでお、1945年5月21日 - ）は、日本の実業家、経営学者。クライスラー日本法人代表取締役社長や、早稲田大学商学学術院教授を務めた。学位は、経営学修士（スタンフォード大学）。

## 人物
千葉県木更津市富士見生まれ。
千葉県立木更津高等学校を経て、1969年一橋大学経済学部経済学科卒業、日産自動車入社。日産自動車村山工場総務部で人事及び日産自動車栃木工場建設を担当。その後本社で経営企画や経理を担当。1981年スタンフォード大学経営大学院 SLOAN Course修士課程修了、経営学修士。
1991年北米日産副社長。1992年BMW JAPAN常務取締役として、営業を担当。
1996年クライスラージャパン代表取締役社長、日本自動車輸入組合理事。1998年法木・アンド・アソシエイツ代表取締役。
1999年日本自動車工業会カナダ委員長。2003年早稲田大学大学院アジア太平洋研究科国際経営学専攻専任客員教授、2004年同教授。2007年早稲田大学商学学術院商学研究科ビジネス専攻教授。2010年早稲田大学商学学術院総合研究所WBS研究センター所長。2015年サンデンホールディングス取締役。2017年日本英語検定協会理事。
自動車企業の経営戦略などの研究を行い、早稲田大学ビジネススクールで製造企業の世界戦略について教鞭をとった。2006年からは木更津応援団大使も務めた。